# Somali Airlines
Somali Airlines war eine somalische Fluggesellschaft, die nationale und internationale Linienflüge durchführte. Infolge des Bürgerkriegs in Somalia stellte das Staatsunternehmen den Flugbetrieb im Jahr 1991 ein.

## Geschichte

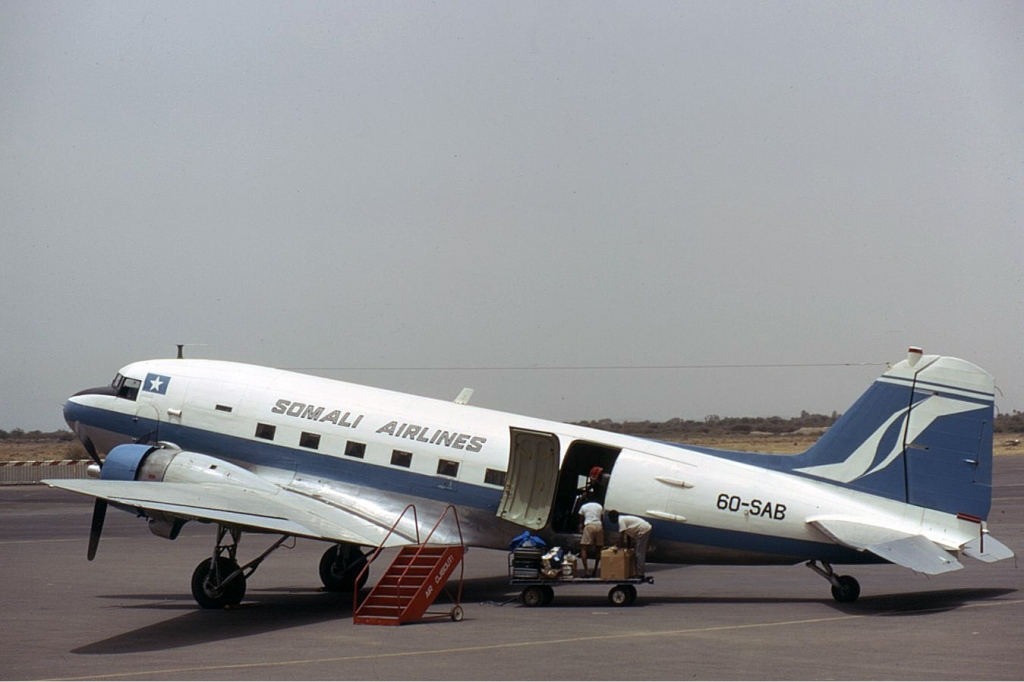
Die Douglas DC-3 war der erste Flugzeugtyp, den die Gesellschaft einsetzte

Somali Airlines wurde am 5. März 1964 in Mogadischu gegründet. Neben der Republik Somalia war die italienische Fluggesellschaft Alitalia zur Hälfte an dem Unternehmen beteiligt. Alitalia leistete zudem die technische und organisatorische Unterstützung während der Aufbauphase. Die Betriebsaufnahme erfolgte im  Juni 1964 mit einem Flug von Mogadischu nach Hargeisa. Anfänglich setzte Somali Airlines drei Flugzeuge des Typs Douglas DC-3 im nationalen Linienverkehr ein. Die erste internationale Linienstrecke wurde im März 1965 zwischen Mogadischu und Aden eingerichtet. Linienflüge nach Nairobi erfolgten ab Januar 1966. Diese Route musste im Juni 1966 aufgrund von politischen Spannungen zwischen Somalia und Kenia zunächst wieder aufgegeben werden. Als drittes internationales Ziel wurde Daressalam ab Oktober 1967 einmal wöchentlich angeflogen. Im August 1968 übernahm die Gesellschaft die erste von drei Turboprop-Maschinen des Typs Vickers Viscount von Alitalia.
Im April 1974 leaste Somali Airlines ihr erstes Strahlflugzeug des Typs Boeing 720 von der britischen Templewood Aviation, das auf Flügen nach Rom, Kairo, Dschidda und Nairobi zum Einsatz kam. Nach Ablauf des Leasingvertrags wurden im Jahr 1976 zwei Boeing 720 von American Airlines erworben. Ab 1977 lösten Turboprop-Flugzeuge des Typs Fokker F-27 die Douglas DC-3 schrittweise auf den nationalen Routen ab. Im selben Jahr veräußerte Alitalia ihre Beteiligungen an Somali Airlines, die daraufhin verstaatlicht wurde. Nach der Entführung des Flugzeugs „Landshut“ entwickelte sich am Ende der 1970er-Jahre eine enge Zusammenarbeit mit Lufthansa, welche in der Folgezeit die Piloten der Somali Airlines ausbildete und die Flugzeuge wartete. Im Februar 1981 erwarb die Gesellschaft zwei Boeing 707-300 von Malaysian Airline System und eröffnete mit diesen unter anderem eine Linienverbindung zum Flughafen Frankfurt Main. Die Maschinen wurden im Jahr 1985 durch zwei baugleiche Typen aus dem Bestand der Lufthansa ersetzt. Im Oktober 1987 bestellte das Unternehmen ein Großraumflugzeug des Typs Airbus A310-300, um die kostenintensiven Boeing 707 ab Oktober 1988 auf den europäischen und asiatischen Linienstrecken abzulösen. Weil sich die Auslieferung des Flugzeugs verzögerte, mietete Somali Airlines übergangsweise einen Airbus A310-200 von der belgischen Sabena, der ab Ende 1988 bis zur Auslieferung der eigenen Maschine im März 1989 betrieben wurde.
Infolge der zunehmenden Destabilisierung des Staates durch den somalischen Bürgerkrieg stellte das Unternehmen den Flugbetrieb im Jahr 1991 ein. Die vorhandenen Flugzeuge wurden im Anschluss verkauft bzw. an die Leasinggeber retourniert.

### Geplante Wiederaufnahme des Flugbetriebs
Im Jahr 2012 besuchten frühere Piloten der Somali Airlines das Airline Training Center Arizona. Dabei wurde erörtert, ob eine Ausbildung von künftigen somalischen Besatzungen durch Lufthansa möglich wäre. Im November 2013 teilte die somalische Regierung mit, dass im Jahr 2014 eine Wiederaufnahme des Flugbetriebs mit zunächst vier Maschinen geplant sei.
Parallel dazu wurde eine Boeing 737-400 von der slowakischen Samair geleast und in Farben der Somali Airlines lackiert, ohne dabei einen Schriftzug aufzutragen. Im Jahr 2014 meldete Samair Insolvenz an. Die geplante Betriebsaufnahme von Somali Airlines erfolgte nicht.

## Flugziele
Im Frühjahr 1989 umfasste das vom Flughafen Mogadischu ausgehende internationale Streckennetz der Somali Airlines die Städte Abu Dhabi, Doha, Dschibuti, Dschidda, Dubai, Frankfurt, Kairo, Nairobi und Rom.
Zeitgleich erfolgten nationale Linienflüge nach Aluula, Berbera, Boosaaso, Burao und Hargeisa.
Zuvor bediente Somali Airlines auch internationale Strecken nach Aden, Daressalam, Maskat, Sanaa und Victoria (Seychellen) sowie nationale Routen nach Erigabo, Gaalkacyo, Garoowe, Kismaayo, Laasqorey und Qardho.

## Zwischenfälle

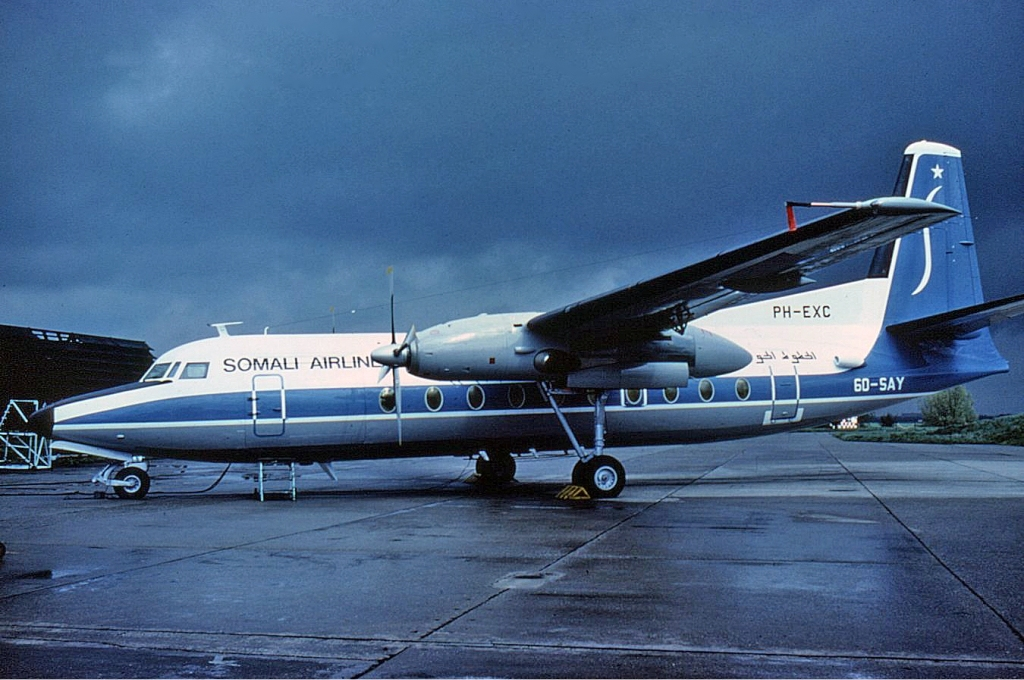
Diese Fokker F-27 (6O-SAY) verunglückte am 20. Juli 1981

- Am 6. Mai 1970 brach ein Feuer unter dem Kabinenboden einer Vickers Viscount 785D (Luftfahrzeugkennzeichen 6O-AAJ) aus, die sich im Endanflug auf den Flughafen Mogadischu befand. Trotz des Ausfalls der Steuerung gelang es der Besatzung, die Maschine abzufangen und hart auf die Landebahn zu setzen. Dabei brach das Bugfahrwerk und die Maschine rutschte mit der Nase auf dem Boden noch etwas 900 Meter weit. Das Flugzeug brannte nach der Landung vollständig aus. Von den 30 Insassen kamen 5 Passagiere ums Leben, die anderen 25 Personen überlebten (siehe auch Flugunfall der Somali Airlines 1970).[19]

- Am 16. August 1975 verunglückte eine Douglas DC-3 (6O-SAC) nach dem Start in Boosaaso infolge eines Motorenausfalls. Alle 11 Personen an Bord überlebten den Unfall.[20]

- Am 20. Juli 1981 durchflog eine Fokker F-27 (6O-SAY) eine Gewitterfront. Die Maschine geriet in einen Sturzflug, wobei hohe g-Kräfte auf das Flugzeug einwirkten. Die rechte Tragfläche löste sich infolge einer strukturellen Überbelastung vom Rumpf. Alle 50 Insassen kamen bei dem Absturz ums Leben (siehe auch Somali-Airlines-Flug 40).[21]

- Am 17. Mai 1989 brach die Besatzung einer Boeing 707-300 (6O-SBT) den Start in Nairobi ab. Das Flugzeug überrollte dabei das Ende der Startbahn und musste als Totalverlust abgeschrieben werden.[22]

- Am 28. Juni 1989 stürzte eine Fokker F-27 (6O-SAZ) nach dem Start in Hargeisa ab. Die Maschine wurde wahrscheinlich von Rebellen abgeschossen. Alle 30 Insassen kamen ums Leben.[23][24]

## Flotte

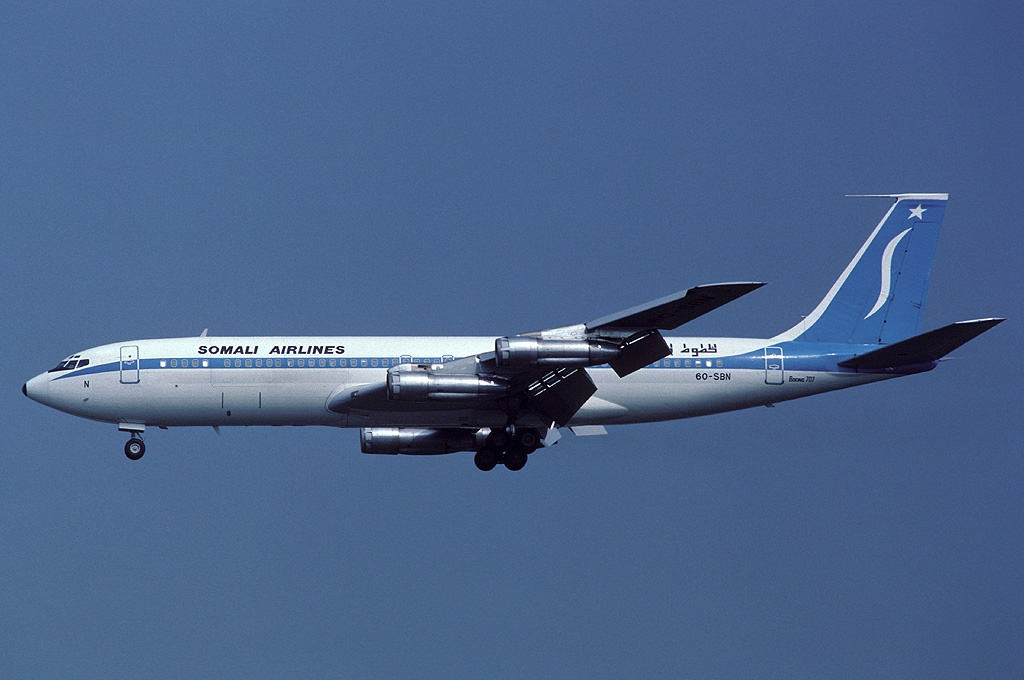
Eine Boeing 707-300, die Somali Airlines von Malaysian Airline System erhielt

### Flotte bei Betriebseinstellung
Zum Zeitpunkt der Betriebseinstellung im Jahr 1991 bestand die Flotte der Somali Airlines aus einem Airbus A310-300, einer Boeing 727-200 und zwei Dornier 228.

### Zuvor eingesetzte Flugzeuge
- Airbus A310-200
- Boeing 707-300 und 707-300C
- Boeing 720B
- Cessna 180
- Cessna 185
- Cessna 402
- Douglas DC-3
- Fokker F-27-600
- Vickers Viscount 745 und 785